# Javier Basilio
Javier Basilio Pérez Martínez (Madrid, 4 de octubre de 1928-ib., 24 de mayo de 1992) fue un periodista español.

## Biografía
Nacido en Madrid el 4 de octubre de 1928 y exiliado de la ciudad durante la guerra civil. Al finalizar sus estudios de bachillerato, frecuenta la peña del Ateneo, donde entró en contacto con Artola y otros intelectuales con quienes fundó las Cuevas del Sésamo.
Comenzó su carrera profesional en Galicia, como colaborador del diario La Voz de Galicia y locutor, guionista y actor en programas de Radio Juventud de La Coruña, en 1941.
A mediados de los cincuenta regresa a Madrid y empezó a trabajar en Radio Intercontinental y en Radio Juventud de España, donde llegó a ser jefe de emisiones, y a colaborar en los periódicos Pueblo y Ya, y en las revistas Sábado Gráfico y Familia Española. En 1965 es nombrado secretario de redacción de la revista Teleradio, y en 1967 comienza a trabajar en TVE como reportero en el programa Panorama de actualidad de Pedro Erquicia. Posteriormente participa en Sobre la marcha de Alfredo Amestoy.
Su trayectoria profesional se consagró en la época dorada de Informe Semanal, en TVE, informativo del que fue reportero y uno de los miembros fundadores. Participó en otros informativos internacionales como Primera página, Secuencias del mundo, Panorama de actualidad, Los reporteros y Dossier. Entre sus reportajes más significativos se encuentra Terranova (1976) sobre el conflicto de pesca entre Canadá y España, Guatemala golpe a golpe (1983) sobre la guerra civil de Guatemala, o reportajes sobre el primer caso de sida en España y sobre el síndrome tóxico de la colza. A destacar también el reportaje sobre la Tomatina, fiesta tradicional de la localidad valenciana de Buñol, que se hizo famosa a nivel nacional a raíz de su aparición en dicho reportaje.
En 1983 contó con un espacio propio, De fiesta en fiesta, dentro de La tarde.
En 1984 gana el premio Ondas de la cadena SER por el reportaje Fulgor y muerte de Francisco Rivera «Paquirri».
También entrevistó a significativas personas de su época como Mario Moreno «Cantinflas», Lina Morgan o el actor Paco Martínez Soria, entre otro muchos. Cabe destacar la entrevista al exfutbolista del Real Madrid Raúl González Blanco cuando era niño y militaba en la cantera del Atlético de Madrid.
Posteriormente participó en el programa Por la mañana de Jesús Hermida. Comenzó amenizando el programa y presentando las telenovelas dentro de él emitidas, como Los ricos también lloran, aunque quizás es más recordado como presentador de concursos infantiles, donde se ganó el sobrenombre de «Don Basilio», en mención a un espacio que presentaba junto a Miriam Díaz-Aroca: El bote de don Basilio.
En la época en la que Luis Solana estuvo al frente del Ente Público Radiotelevisión Española, fue subdirector del gabinete de prensa e información de la entidad durante casi dos años, desde donde dirigió la revista Mensaje y Medios. Este puesto lo abandonaría voluntariamente con la llegada de Jordi García Candau en 1990, para volver a trabajar como reportero, cerrando así casi veinticinco años de carrera profesional en Televisión Española con Crónicas Basilianas. 
Al poco tiempo se incorporó a la cadena privada de televisión Tele 5, donde fue coordinador de programas de magacines y presentó programas de ocio y entretenimiento. Formó parte del programa Tele 5 ¿dígame? (1990) junto a Laura Valenzuela y Paloma Lago. Posteriormente trabajó también en el programa ¡Qué gente tan divertida! (1991) con Loreto Valverde, así como en las presentaciones de la telenovela Vientre de alquiler.
Javier Basilio era el prototipo de periodista todo terreno al que los espectadores vieron en los más variopintos menesteres. Fue intrépido reportero de informes sobre las cárceles en Tailandia, periodista político en sucesos en el País Vasco, enviado especial a las guerras de Líbano o El Salvador o amenizador de secciones fijas en La tarde o en el programa de Jesús Hermida Por la mañana. Veterano reportero, animador de concursos, narrador de culebrones y cronista de viajes, entre otra muchas facetas, Javier Basilio siempre reconoció, en distintas entrevistas, ser un hombre muy querido por el público. 
También participó en diversos actos de la vida pública y fue pregonero de fiestas en varios municipios españoles, como Petrel, Buñol, Pedro Muñoz o Alcorcón.
El 24 de mayo de 1992 falleció en Madrid como consecuencia de un cáncer terminal diagnosticado semanas antes. Fue enterrado al día siguiente en el cementerio de Alcorcón, municipio madrileño en que residía junto a su familia.
Estuvo casado con Fátima, con quién contrajo matrimonio en 1984 tras obtener el divorcio de su primera esposa —con la que tuvo una hija—. Su mayor afición era navegar con sus hijos, Tito y Caruso, en La Manga del Mar Menor, lugar donde pasaba habitualmente las vacaciones; y de quiénes aseguraba que eran «la única razón de su existencia».

## Principales reportajes
- Reportaje sobre Mariano Haro (1973)
- La incidencia del tabaco en los embarazos (1973)
- Semana grande de San Sebastián  (1973)
- Vacaciones en una casa de labranza  (1973)
- Miss España 72: Maruja García Nicolau (1973)
- El petróleo en España (1974)
- La otra feria de San Isidro (1974)
- La España del verano (1974)
- El gigantesco mundo de la miniatura (1974)
- José Mª Pemán, perfil de un escritor (1974)
- El conde Drácula (1974)
- Ursula Andress, mujer de fuego (1974)
- Los españoles emigrados a Alemania (1974)
- Reportaje sobre José Ángel Iríbar (1975)
- La boda de Manuel Martínez "El Cordobés" (1975)
- Reportaje al tenista Manuel Orantes (1975)
- Tenerife, máscaras de invierno (1976)
- La Coruña, un litoral que agoniza, reportaje sobre el petrolero Urquiola (1976)
- Los parroquianos del milagro, sobre las aparaciones de la Virgen de Lourdes en Can Cerdà, Cerdanyola del Vallès (1976)
- Los Galindos, tragedia rural (1976)
- Curanderos, el retorno de los brujos (1977)
- El manantial de la querella, reportaje sobre gérmenes en el agua de Solares (1977)
- ¡Qué viene la gripe! (1979)
- Jet Society, siempre de vacaciones (1983)
- Teruel: réquiem por los pueblos abandonados (1983)
- Guatemala, golpe a golpe (1983)
- La fiesta de la Tomatina (1983)
- Entrevista a Cantinflas (1983)
- SIDA: La epidemia que viene (1983)
- Entrevista al Duque de Cádiz (1984)
- Fulgor y muerte de Francisco Rivera "Paquirri" (1984)
- El caso del policía que ganó el premio Nadal (1985)
- Apertura de la verja de Gibraltar (1985)
- Entrevista a Lina Morgan (1985)
- Matar un ruiseñor (1986)
- Boyer-Preysler: la pareja de Marbella (1986)
- Brasil: anatomía de un carnaval
- Terranova
- Puerto Rico
- México: nuevo presidente, viejos problemas
- La colza que no cesa
- Lesaka: los otros sanfermines
- Rubillós: haberlas, háylas
- Las fallas, la ilusión que no arde

## Principales participaciones en programas
- Panorama de actualidad (1967)
- Informe Semanal (1973)
- Los reporteros (1974)
- Objetivo Dossier (1978)
- La tarde (programa de televisión) (1983)
- En portada (1984)
- Por la mañana (1987)
- Si lo sé no vengo (1988)
- Waku waku (1990)
- Tele 5 ¿dígame? (1990)
- Vip noche (1991)
- ¡Qué gente tan divertida! (1991)